# Ossima

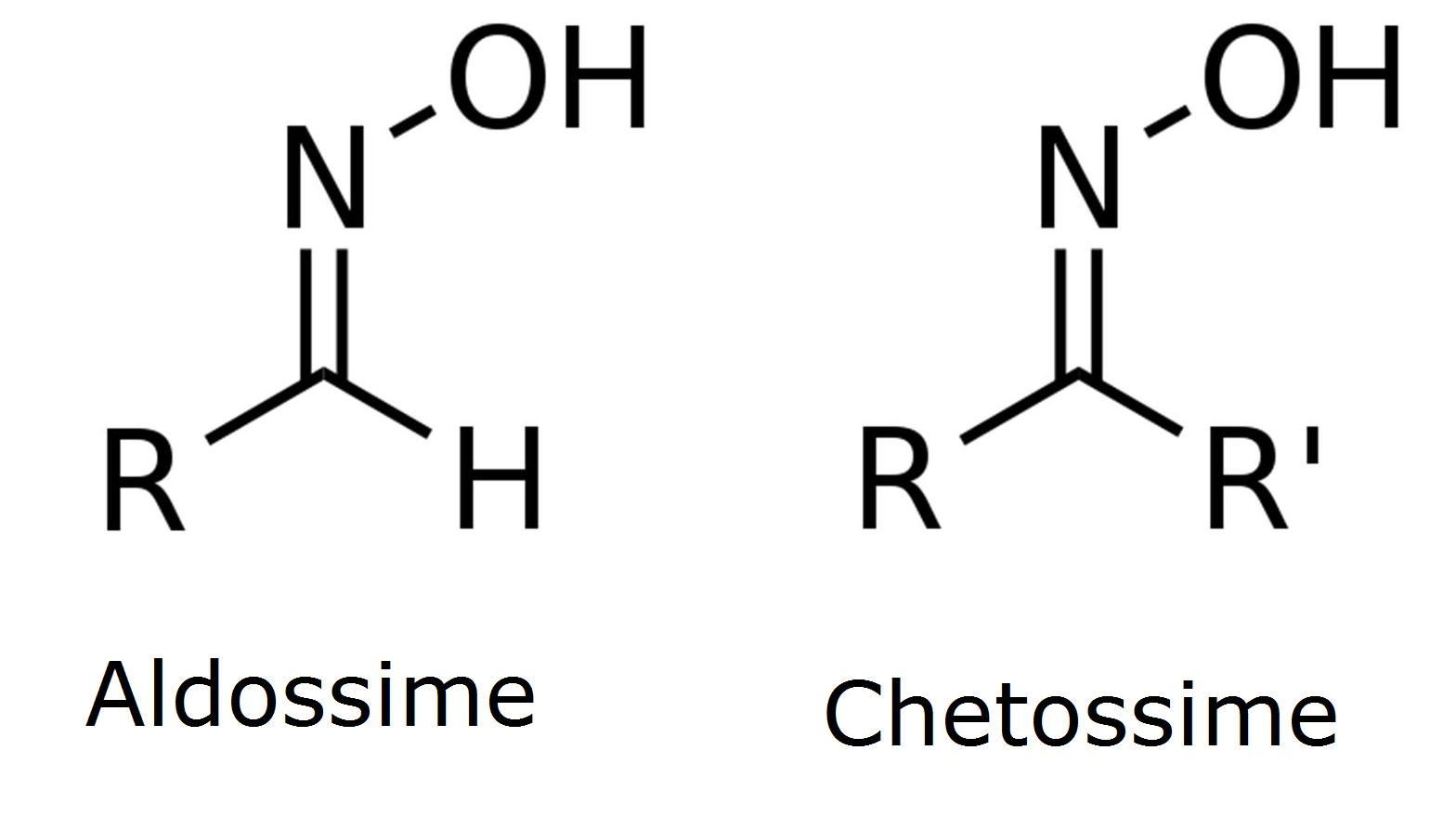
Struttura generale di aldossime e chetossime.

Le  ossime in chimica organica sono una classe di composti derivati delle immine R1R2C=N−H per sostituzione (formale) dell'atomo di idrogeno imminico con un ossidrile OH. Sono quindi caratterizzate dalla presenza del gruppo funzionale >C=N−OH (gruppo ossimico), con C e N ibridati sp2, come accade per C e O nell'affine gruppo carbonilico >C=O. Le ossime derivano infatti, anche da un punto di vista sintetico, da aldeidi o chetoni per reazione con l'idrossilammina (una condensazione), come per la formazione di immine per analoga condensazione di aldeidi o chetoni con ammoniaca o ammine:
>C=O + NH2−R   →   >C=N−R + H2O
>C=O + NH2−OH   →   >C=N−OH + H2O
Di conseguenza, anche per le ossime esistono analoghe distinzioni in base ai gruppi che possono essere uniti alle valenze libere del loro gruppo funzionale, cioè al carbonio. Questi possono essere idrogeno (H) o carbonio (C) di alchili/arili (R/Ar). In base a questo si hanno tre tipi di ossime:
- formaldossima: H2C=N−OH (dalla formaldeide, C0, unica rappresentante)
- aldossime:  R1-CH=N−OH  (da altre aldeidi, C+1)
- chetossime:R1R2C=N−OH (da chetoni, C+2)

La sostituzione dell'idrogeno ossidrilico con un gruppo alchilico o arilico dà luogo ad una classe distinta, seppur affine, costituita dagli eteri delle ossime, R1R2C=N−O−R3 (vide infra). Questi derivano dalla condensazione di aldeidi o chetoni con una O-alchilidrossilammina. Similmente agli eteri, sono noti anche gli esteri delle ossime, nei quali l'idrogeno ossidrilico è rimpiazzato da un acile e quindi la loro formula generale è R1R2C=N−O−C(=O)−R3.
Una classe analoga a quella delle ossime è rappresentata dagli idrazoni, di formula generale R1R2C=N−NH2, i quali derivano da aldeidi o chetoni per condensazione con idrazina.
Le ossime sono derivati stabili di aldeidi e chetoni, spesso ben cristallizzabili, e come tali sono state usate per analizzare e caratterizzare tali composti carbonilici, al pari dei corrispondenti idrazoni, arilidrazoni e semicarbazoni.
Altra classe di sostanze spesso menzionata in relazione alle ossime è quella delle ammidossime, di formula generale R1-C(=NOH)−NR2R3. Queste però, come le ammidi o le ammidine, sono derivati in cui il carbonio del gruppo funzionale ha tre legami complessivi con atomi più elettronegativi (invece di due soli), analogamente a quanto accade per gli acidi carbossilici, le ammidi stesse e i nitrili, ai quali le ammidossime sono più naturalmente affini.

## Gruppo funzionale e proprietà
Polarità ed energia di legame
Come nei composti carbonilici, il carbonio del gruppo funzionale è qui legato con legame doppio ad un atomo più elettronegativo, l'azoto in questo caso, che però è meno elettronegativo dell'ossigeno e questo comporta meno polarità in esso e che tale carbonio è un po' meno elettrofilo che in aldeidi o chetoni con analoghi sostituenti. Inoltre, Il doppio legame tra C=N è significativamente meno forte di quello C=O (≈ 615 kJ/mol contro ≈ 750 kJ/mol), rispettivamente, appena più forte di un C=C in un alchene (≈ 610 kJ/mol). Nella formaldossima il legame C=N ha lunghezza di 127,6pm.
Stereoisomeria
La presenza del doppio legame C=N comporta inoltre planarità locale (e ibridazione sp2 di C e N), ma anche la possibilità di isomeria geometrica, come negli alcheni: se in un'ossima R1R2C=N−OH (come pure in un'immina) i gruppi R1 e R2 non sono uguali, allora per la molecola esistono due diastereoisomeri, detti qui sin (Z) e anti (E), analogamente ai cis e trans per il caso degli alcheni. Tuttavia, la barriera energetica per la rotazione attorno al legame C=N che porta alla loro interconversione è in genere apprezzabilmente inferiore rispetto a quella che si ha negli alcheni di struttura simile.
Proprietà fisico-chimiche di alcune ossime rappresentative
- H−CH=N−OH (formaldossima)  p. f. = 2,5 °C; p. e. = 84-85 °C.[15] Molto solubile in acqua (170 g/L a 20 °C; ~ 3,8 M) e solubile anche in alcool e etere.[16]
- CH3−CH=N−OH (anti-acetaldossima)  p. f. = 12 °C; p. e. = 114,5 °C. Molto solubile in acqua, alcool e etere.[17]
- CH3−CH=N−OH (sin-acetaldossima)  p. f. = 46,5 °C; p. e. = 114,5 °C. Molto solubile in acqua, alcool e etere.[17]
- (CH3)2C=N−OH (acetossima)  p. f. = 60 °C; p. e. = 134,8 °C (728 mmHg). Molto solubile in acqua, alcool, etere e etere di petrolio.
- C6H5−CH=N−OH (anti-benzaldossima)  p. f. = 35 °C; p. e. = 119 °C (10 mmHg). Molto solubile in alcool e etere; solubile in acqua.[18]
- C6H5−CH=N−OH (sin-benzaldossima)  p. f. = 36,5 °C; p. e. = 200 °C. Molto solubile in benzene, alcool e etere.[18]
- (C6H5)2C=N−OH (benzofenonossima)  p. f. = 144 °C. Molto solubile in alcool, etere, cloroformio e acetone; solubile in benzene, insolubile in acqua.[18]

Altre proprietà e reattività
Per la presenza dell'ossidrile nel loro gruppo funzionale le ossime, a differenza di aldeidi e chetoni da cui esse derivano,  sono sostanze protiche, capaci di formare legami idrogeno come gli alcoli e gli acidi carbossilici. Anche per questo le ossime sono composti lievemente acidi, con l'idrogeno ossidrilico facilmente sostituibile da un atomo metallico. Le ossime e le loro basi coniugate (anioni, detti ossimati) sono anche dei ligandi per complessi metallici. Ovviamente, questa caratteristica di acidità viene persa negli eteri ed esteri delle ossime. Inoltre, l'ossidrile su N non è un buon gruppo uscente. Tuttavia, limitatamente al caso delle aldossime, una sua facile trasformazione in un buon gruppo uscente ad opera di reattivi come PCl5, SOCl2, anidride acetica, ma anche per azione catalitica di acidi forti che lo possono protonare, porta ad una disidratazione con formazione di nitrili; in presenza di un acido forte H−X, ad esempio, si ha:
H-CR=N−OH + H−X  ⇄  X− H-CR=N−+OH2  →  H−X + H2O + R−C≡N
con l'anidride acetica si ha:
H-CR=N−OH + (CH3CO)2O  →  CH3COOH + H-CR=N−O−COCH3  →  2 CH3COOH + R−C≡N
Le chetossime, che non hanno sul carbonio del gruppo funzionale un idrogeno da poter eliminare insieme all'ossidrile, reagiscono con l'anidride acetica in maniera diversa da quella appena vista sopra per le aldossime, formando il corrispondente estere, cioè un'acetilossima:
R2C=N−OH + (CH3CO)2O  →  CH3COOH + R2C=N−O−COCH3
Gli eteri delle ossime possono essere preparati, oltre che per condensazione del precursore carbonilico con l'appropriata O-alchilidrossilammina, anche sfruttando la debole acidità delle ossime stesse. Queste, eccetto per la presenza su di esse di sostituenti elettron attrattori, hanno pKa che sono per lo più compresi tra 10 e 13. In tal modo le ossime, trattate con basi possibilmente ingombrate (per essere esse stesse scarsamente nucleofile), generano facilmente i corrispondenti anioni, che comunque hanno due siti nucleofili: N e O−. Per reazione con alchilanti come lo ioduro di metile o il solfato dimetilico spesso si ottiene l'etere dell'ossima, ma accompagnato dal nitrone derivante dall'attacco dell'alchile sull'azoto. In questi casi può essere influente la configurazione dell'ossima usata: si è visto, infatti, che le anti-benzaldossime danno principalmente il nitrone, mentre gli isomeri sin danno l'etere di ossima come prodotto principale.
Certe ammidossime reagiscono con il cloruro di benzensolfonile per dare uree sostituite nel riarrangiamento di Tiemann.
Soprattutto in passato, la sintesi delle ossime era funzionale al riconoscimento qualitativo e quantitativo delle aldeidi e dei chetoni.
Le ossime sono presenti come gruppi funzionali in farmaci, fungicidi ed erbicidi, regolatori per la crescita delle piante. Sono spesso utilizzate come antidoto ai gas nervini.

## Formazione delle ossime

### Sintesi
Le ossime si possono sintetizzare dalla condensazione di un'aldeide o di un chetone con l'idrossilammina dando rispettivamente le aldossime e le chetossime.

### Reattività
L'ossima del cicloesanone per azione dell'acido solforico si isomerizza a caprolattame. Questa reazione viene detta trasposizione di Beckmann: